# Sérgio Echigo
Sérgio Echigo (セルジオ 越後, Serujio Echigo sinh ngày 28 tháng 07 năm 1945) là một cựu cầu thủ người Brasil gốc Nhật (Nisei) và từng chơi ở vị trí tiền vệ.
Ông gia nhập câu lạc bộ Corinthians vào năm 1963 và chơi cho Towa Real Estate S.C ở giải Japan Soccer League từ năm 1972 đến năm 1974. 

## Lối chơi
Echigo là một cầu thủ có kỹ thuật cá nhân rất tốt, ông nổi tiếng với những tình huống sử dụng động tác giả và khả năng dẫn bóng của mình. Echigo chính là người khai sinh ra kỹ năng Elástico hay còn được biết dưới cái tên là 'flip-flap' trong tiếng Anh, kỹ năng này sau đó được huyền thoại người Brasil Rivellino hoàn thiện trong thời gian cả hai cùng chơi bóng cho Corinthians vào năm 1964.

## Danh hiệu

### Câu lạc bộ
Towa Estate Development
- JSL Cup: 1973

### Danh hiệu cá nhân
- Đội hình xuất sắc nhất của Japan Soccer League: 1973, 1974
- Huân chương Mặt trời mọc, Hạng Năm, Tia sáng Vàng và Bạc: 2017